# 常紫钟
常紫钟（1911年—？），男，陕西米脂人，中国出版家，曾任农业出版社社长，国家出版委员会副主任，中国出版工作者协会顾问。